# Abracadabra (Lady Gaga-dal)
Az Abracadabra Lady Gaga amerikai énekes-dalszerző dala, amely 2025. február 3-án jelent meg az Interscope Records gondozásában az énekesnő Mayhem (2025) című stúdióalbumának második kislemezeként. A dal dance-pop energiája és teátrális vizuális megjelenése által számos összehasonlítást kapott Gaga korábbi kiadványaihoz. A dalhoz videóklip is készült, amelyet a 67. Grammy-gálán mutattak be. Gaga az Abracadabra-t előadta élőben a Saturday Night Live-ban és a The Howard Stern Show-ban.
Amellett, hogy Litvániában az első helyen szerepelt, az Abracadabra Ausztriában, Brazíliában, Bulgáriában, Horvátországban, Csehországban, Finnországban, Németországban, Magyarországon, Írországban, Luxemburgban, Norvégiában, Portugáliában, San Marinóban, Szlovákiában, Svédországban, Svájcban, az Egyesült Királyságban és a Billboard Global 200-on is a Top 10-be került, valamint az első húszba Ausztráliában, Belgiumban, Kanadában, Franciaországban, Izlandon, Hollandiában, Új-Zélandon, a Fülöp-szigeteken, Szingapúrban, Tajvanon, az Egyesült Arab Emírségekben és az Egyesült Államokban.

## Kiadás és kompozíció

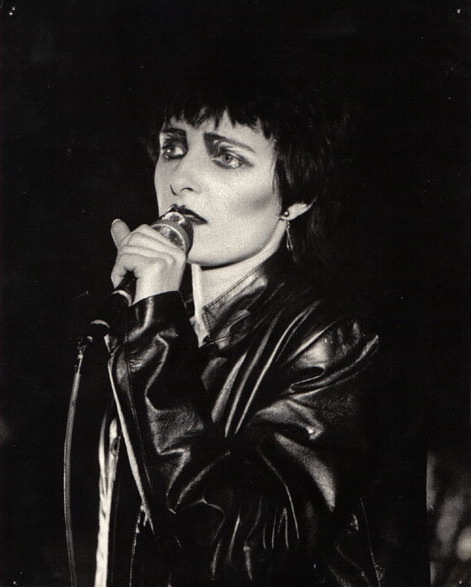
Az Abracadabra tartalmaz egy átdolgozott részletet a Spellbound (1981) című számból, amelyet Siouxsie Sioux (a képen) társszerzőként írt és adott elő

Nem sokkal azután, hogy Gaga 2025. január 27-én bejelentette, hogy következő stúdióalbuma a Mayhem címet viseli, nyilvánosságra került, hogy új kislemezét és videóklipjét a 67. Grammy-díjátadón, február 2-án mutatja be.
Az Abracadabra egy gyors tempójú dance-pop szám elektronikus, indusztriális, pop rock és acid house hatásokkal. Gaga hangterjedelme a B♭3 mély hangtól az F5 magas hangig terjed. A dal két versszak köré épül, és tartalmaz előkórust, refrént, utókórust és bridge részeket is.
Hangszeresen a dalban vibráló ütemek, hipnotikus szintetizátorok, dübörgő basszus és erőteljes zongoraakkordok találhatók. Gaga énekhangját a dalban „drámai” és „telitorkos” hangként jellemezték, bár a dal bridge-je alatt egy „mennyei” hangot is használ. Az Abracadabra egy része a Siouxsie and the Banshees Spellbound dalának dallamát használja.
A dal szövegében az abrakadabra kifejezés az egész dalban a varázslatot jelképezi. A szavak a dal refrénjében jelennek meg – „Abracadabra, amor-ooh-na-na, abracadabra, morta-ooh-ga-ga” –, amely Gaga saját nevére utal, és a latin „amor” és „morta” szavakat is tartalmazza, amelyek „szerelem”, illetve „halál” jelentéssel fordíthatók. Ezen kívül az „abracadabra” kifejezés is bekerül a dal utókórusába, bár „tört szintaxissal”. A dal refrénjében egy „vörösbe öltözött hölgy” kerül említésre, amely Gaga leírása szerint minden ember „belső monológját” jelképezi, amely azt kérdezi, hogy vajon elég jók-e. Továbbá kifejtette: „Sok szempontból a dal arról szól, hogyan kezeld ezt az önmagaddal szembeni kihívást. [...] Azt a kérdést akartam feltárni: „Milyen érzés boldogulni, ahelyett, hogy mindig csak túlélnénk?”.
Sok újságíró a dal sötét és teátrális stílusát Gaga korábbi dalaihoz hasonlította, többek között a The Fame Monster (2009) és a Chromatica (2020) című albumokhoz. A The Howard Stern Show-ban adott interjújában Gaga elmondta, hogy a dal gyorsan összeállt, a track, a versszakok és a refrén körülbelül 30 perc alatt készült el. Ezzel szemben a Mayhem többi dalának véglegesítése néha hosszabb időt vett igénybe.

## A kritikusok értékelései
Az Abracadabra pozitív kritikákat kapott, a kritikusok dicsérték a produkciót, az energiát és a fülbemászó refrént. Sokan Gaga korai munkáihoz hasonlították, megjegyezve a 2000-es évek végi dance-pop hatását, valamint a Disease-ben bemutatott sötét elektronikus hangzás folytatását. Larisha Paul a Rolling Stone-tól megjegyezte, hogy Gaga „mindig a zenetörténeti ismereteire támaszkodik”, és úgy jellemezte a dalt, mint „a sötét pophoz való visszatérésének bemutatóját, amely tiszteleg a karrierjét formáló hatások előtt”. Robin Murray a Clash-től úgy jellemezte a dalt, mint „egy izgalmas popzenei darabot, amely szakértői irányítással mozog a fényből az árnyékba”. A L’Officiel szerkesztője, Alessandro Viapiana kiemelte a „átütő ritmust és a vibráló szintetizátorokat, amelyeket egy hipnotikus hang kísér, amely szinte rituálét idézni látszik”. Kyle Denis a Billboard-tól „robbanékony új dance-pop kislemezként” jellemezte a számot, és kiemelte „nagy intenzitását”, miközben rámutatott, hogy az előző kiadványában, a Disease-ben bemutatott sötét elektronikus elemekre épít.
A DIY a következőket írta a kritikájában: „Nincs kétség – Lady Gaga visszatért. Legújabb kislemeze, az Abracadabra egy féktelen táncparkett himnusz, amely egyenesen a 2000-es évek végi The Fame Monster-napokba repít vissza minket”, hozzátéve, hogy a dal egy „zseniálisan nonszensz, mégis ellenállhatatlanul fülbemászó refrén körül forog”. A Jenesaispop 2025. február 3-án a nap dalának nevezte, mondván, hogy „olyan, mintha visszalépnénk 2009-be, de a mai korhoz finomított produkcióval”, miközben úgy jellemezte, hogy „egy teljes értékű, sötét elektropop sláger klasszikus Gaga stílusban”. Walden Green a Pitchfork-tól megjegyezte, hogy Gaga a 2013-as G.U.Y. óta nem adott ki „ilyen jó” kislemezt, és azt írta: az Abracadabra egy latex-szoros hookot szolgáltat, igazi Born This Way-módra, bár közelebbről meghallgatva a több mint egy évtizedes művészi újraalkotás nyomait fedezhetjük fel: egy kis Chromatica a house zongorában, és egy teljes torokból előadott vokális csavar, ami félreérthetetlenül komoly színpadi képzettségből származik.
A Bustle megjegyezte, hogy a szám „egy táncparkett-sláger, amelyet rajongói számára írtak”, és megjegyezte, hogy „ahogy a cím is sugallja, Gaga elvarázsolja a hallgatókat új kislemezével, és egész éjjel táncra kényszeríti őket”. A PinkNews kritikájában Marcus Wratten megjegyezte, hogy „a dal egy europop ihletésű refrénnel éri el a csúcspontját, amelyet egy energikus utókórus követ, ahol a megasztár töredezett szintaxissal ismétli a címet”. Eközben a Milenio úgy jellemezte, hogy „a pop-rock stílusát tartja fenn, a néma pillanatokkal és az a cappella részekkel, amelyek jellegzetesen Gagára emlékeztetnek”.

## Kereskedelmi teljesítmény
Megjelenése napján az Abracadabra 4,92 millió streamet generált a Spotify-on, ami Gaga legnagyobb debütálását jelenti a platformon szóló dallal. Nemzetközi szinten a dal 47,7 millió streameléssel a Billboard Global 200-as listáján a tízedik helyen debütált, ezzel a Die with a Smile után ez lett a második Top 10-es felvétel a Mayhemről. A dal a második héten 78,4 millió streameléssel új csúcsra, az ötödik helyre emelkedett a Billboard Global 200-as listáján.
Az Egyesült Államokban az Abracadabra a Billboard Hot Dance/Pop Songs listájának élén és a Billboard Hot 100 huszonkilencedik helyén debütált annak ellenére, hogy néhány nap maradt hátra az adott hét nyomon követési időszakából; 13,7 millió streamelést, 1,3 millió rádiós hallgatottságot és 10 000 letöltést ért el összesen. Ezzel a teljesítménnyel a Mayhem lett Gaga első olyan albuma az Artpop (2013) óta, amelynek három dala is a Billboard Hot 100-as lista első negyven helyezettje közé került, még az album hivatalos megjelenése előtt. A dal második héten a slágerlistán új csúcsra, a tizenharmadik helyre emelkedett.
Az Egyesült Királyságban mindössze négy napnyi követési idő után a hatodik helyen debütált a brit kislemezlistán, ezzel Gaga 17. Top 10-es dala lett az országban, és a Mayhem harmadik kiadványa, a Die with a Smile és a Disease után. A második héten a dal új csúcsra, a harmadik helyre emelkedett a brit listán, és ezzel a Stupid Love (2020) óta az első Top 5-ös szóló belépője lett, és a Born This Way (2011) óta a legjobban teljesítő szóló dala. Brazíliában az Abracadabra a Brasil Hot 100 tizenhatodik helyén debütált. A második héten a listán a dal a tizedik helyre emelkedett. Gaga brazíliai fellépése után a dal új csúcsra, a harmadik helyre ugrott.

## Videóklip

### Kidolgozás
Az Abracadabra klipjét Gaga rendezte Parris Goebel és Bethany Vargas mellett; Goebel volt a koreográfus is. A videóklipet a 67. Grammy-díjátadón mutatták be a Mastercarddal közös reklámszünetben, majd később az énekesnő platformjain is megjelent. Gaga elmondta, hogy a videó koncepciója a Disease forgatása után született, amikor Goebellel megbeszélték az album narratívájának folytatását, feltárva „önmagunk ezen ellentmondásos oldalait, amelyeknek igazából semmi értelme, de csak folytatják ezt a témát”.
A kreatív folyamat, a díszletek előkészítése és a próbák körülbelül három hétig tartottak, míg a tényleges forgatásra két nap alatt került sor egy Santa Monica-i stúdióban 2024. december elején. Gaga kiemelte, hogy a fenntarthatóság kulcsfontosságú tényező volt a videó elkészítésében, biztosítva, hogy csak a szükséges anyagokat használják fel, és minimalizálják az új gyártást. Számos fehér jelmezt régi esküvői ruhákból, leselejtezett anyagokból és korábbi projektjeiből származó, kidobott textíliákból hasznosítottak újra.

### Szinopszis

Gaga az Abracadabra videóklipjét azzal a kijelentéssel kezdi, hogy „A kategória: táncolj vagy meghalsz”.

A klip Gagával kezdődik, amint egy hatalmas terem felső szintjén áll, egy szöges piros latexruhában. Azt mondja: „A kategória: táncolj vagy meghalsz”, és ezzel elindít egy intenzív koreográfiai képsorozatot, amelyben negyven táncosból álló, fehérbe öltözött tömeg vesz részt. A videó során Gaga két változata látható: a fehér ruhás Gaga frenetikus energiát áraszt, míg a vörösbe öltözött változat nyugodtabb marad, a fény és a sötétség közötti táncos csatát szimbolizálva.
Az Elle-nek nyilatkozva Gaga elmagyarázta, hogy a videó koncepciója a „kihívásokkal való szembenézésre való készenlét” körül forog, a piros ruhás hölgy pedig arra bátorítja a közönséget, hogy „táncoljanak az életükért”. A vizuális anyagot a dal kiegészítéseként is jellemezte, mondván: „Amikor először hallod az Abracadabrát, azt gondolhatod, hogy 'Miről szól ez? Jó hallgatni, de mit jelent?'. Számomra a videót nézve világossá válik – az előrehaladásról szól”. Goebellel együtt, aki a videót koreografálta, Gaga a Mastercarddal közösen meghirdette a „Priceless Experience” elnevezésű versenyt, amelyen egy rajongói videóban lehetett szerepelni. A rajongóknak a #MastercardGagaContest hashtaggel kellett előadniuk a videó koreográfiáját.

### Fogadtatás
A klip pozitív kritikákat kapott a megjelenéskor. Kyle Denis a Billboard-tól azt nyilatkozta, hogy a klip a Bad Romance-t idézi „a különböző művészeti formák metszéspontjának aprólékos bemutatásával”, valamint a divatos esztétikával. A Rolling Stone kiemelte a videó frenetikus koreográfiáját, „a káosz és a mozgás kitöréseként” jellemezve azt, miközben azt is megjegyezte, hogy „esztétikája a Mayhem koncepcióját erősíti, és a dallal együtt a The Fame Monster korszakot idézi sötét és teátrális vizuális stílusával”. Green a Pitchforktól megjegyezte, hogy a Disease klipjéhez hasonlóan ez is „egy magas koncepciójú produkció kifogástalan stílussal. Gaga továbbra is egy lépéssel az átlagos popsztárok felett áll; az igazi versenytársai saját múltjának szellemei”. Eva Blanco Medina, a Vogue España munkatársa a frappáns nyitányt dicsérte, megjegyezve, hogy a videó egyértelmű üzenettel kezdődik: „Táncolj vagy halj meg”, megteremtve a színpadot egy „nagyfeszültségű koreográfiai bemutatóhoz”. Daniel Welsh, a HuffPost UK munkatársa pedig úgy nyilatkozott, hogy ez „karrierje egyik legjobb klipje”.

## Élő előadások
2025. március 8-án Gaga előadta a dalt a Saturday Night Live-ban. A színpadon egy csillogó vörös ruhában jelent meg, egy neonfényes, tükrös építményben állva, fekete ruhába öltözött, hosszú, vörös parókás táncosok kíséretében. Chris Willman, a Variety munkatársa úgy jellemezte az előadást, mint a dal „bíborvörös témájú klipjének” folytatását, ahol Gaga és táncosai összehangolt, „herky-jerky” mozdulatokat mutattak be, amelyek maximálisan kihasználták a Studio 8H korlátozott terét. A díszletet és a koreográfiát Daniel Welsh, a HuffPost munkatársa is dicsérte, aki szerint az előadás „kötelező látnivaló még a Lady Gaga-rajongók számára is”, kiemelve, hogy a művésznő képes vizuálisan lenyűgöző látványt nyújtani egy szűk térben. Ben Rosenstock, a Vulture munkatársa a „szűkös üvegházi koreográfiát” emelte ki az előadás kulcselemeként, hangsúlyozva annak gondosan kidolgozott vizuális hatását. 2025. március 11-én Gaga élőben adta elő az Abracadabra akusztikus változatát a The Howard Stern Show-ban.
2025 áprilisában az Abracadabra Gaga második dalaként hangzott el a 2025-ös Coachella fesztivál fő fellépőjeként. Tomás Mier a Rolling Stone-tól úgy vélekedett, hogy Gaga „egy viktoriánus korabeli operaénekesnőt idézett meg egy sötét párhuzamos univerzumban” a dalhoz. A koncerten debütált az Abracadabra francia producer Gesaffelstein által készített remixváltozata is egy átvezetőben, amely még aznap megjelent a digitális platformokon. 2025. május 13-án Gaga előadta az Abracadabra-t egy öt dalból álló szett során a YouTube Brandcast rendezvényen, amelyet a New York-i Geffen Hallban rendeztek meg. Az estét ő nyitotta meg, miközben egy látványos és összetett színpadképet tártak a közönség elé. Clayton Davis, a Variety munkatársa „nagy energiájúnak” írta le. 2025. május 31-én Gaga részt vett a Netflix Tudum rendezvényén egy különleges, Wednesday ihlette előadással, ahol egy „Here lies the monster queen” feliratú koporsóból bukkant elő, hogy előadja az Abracadabra és a Zombieboy című dalokat, Az Addams Family-re emlékeztető gótikus stílusú táncosok kíséretében.

## Elismerések
| Szervezet                       | Év   | Kategória                    | Eredmény | For.   |
| ------------------------------- | ---- | ---------------------------- | -------- | ------ |
| Webby Awards                    | 2025 | Zenei videó (Video & Film)   | Jelölve  | [ 57 ] |
| Nickelodeon Kids’ Choice Awards | 2025 | Kedvenc dal                  | Jelölve  | [ 58 ] |
| MTV Video Music Awards          | 2025 | A legjobb rendezés           | Függőben | [ 59 ] |
| MTV Video Music Awards          | 2025 | A legjobb művészi rendezés   | Függőben | [ 59 ] |
| MTV Video Music Awards          | 2025 | A legjobb operatőri munka    | Függőben | [ 59 ] |
| MTV Video Music Awards          | 2025 | A legjobb vágás              | Függőben | [ 59 ] |
| MTV Video Music Awards          | 2025 | A legjobb koreográfia        | Függőben | [ 59 ] |
| MTV Video Music Awards          | 2025 | A legjobb speciális effektek | Függőben | [ 59 ] |

|}

## Helyezések
| Lista (2025)                                        | Legjobb helyezés |
| --------------------------------------------------- | ---------------- |
| Argentína (Argentina Hot 100)                       | 26               |
| Ausztrália (ARIA)                                   | 12               |
| Ausztria (Ö3 Austria Top 40)                        | 5                |
| Belgium (Ultratop 50 Flanders)                      | 15               |
| Belgium (Ultratop 50 Wallonia)                      | 7                |
| Brazília (Brasil Hot 100)                           | 3                |
| Bulgária International (PROPHON)                    | 2                |
| Chile (Monitor Latino)                              | 14               |
| Costa Rica (FONOTICA)                               | 18               |
| Csehország (Rádio – Top 100)                        | 1                |
| Csehország (Singles Digitál Top 100)                | 2                |
| Dánia (Tracklisten)                                 | 31               |
| Dél-Korea (Circle)                                  | 134              |
| Egyesült Arab Emírségek (IFPI)                      | 15               |
| Egyesült Államok Billboard Hot 100                  | 13               |
| Egyesült Államok Adult Contemporary (Billboard)     | 27               |
| Egyesült Államok Adult Pop Airplay (Billboard)      | 6                |
| Egyesült Államok Dance/Pop Songs (Billboard)        | 1                |
| Egyesült Államok Dance/Mix Show Airplay (Billboard) | 10               |
| Egyesült Államok Pop Airplay (Billboard)            | 6                |
| Egyesült Királyság (OCC)                            | 3                |
| Észtország Airplay (TopHit)                         | 1                |
| Fehéroroszország Airplay (TopHit)                   | 4                |
| Finnország (Suomen virallinen lista)                | 7                |
| Franciaország (SNEP)                                | 13               |
| Fülöp-szigetek (Philippines Hot 100)                | 17               |
| Global 200 (Billboard)                              | 5                |
| Görögország International (IFPI)                    | 3                |
| Hollandia (Dutch Top 40)                            | 7                |
| Hollandia (Single Top 100)                          | 12               |
| Hongkong (Billboard)                                | 23               |
| Horvátország (Billboard)                            | 9                |
| Horvátország International Airplay (Top lista)      | 1                |
| Izland (Tónlistinn)                                 | 11               |
| Izrael International Airplay (Media Forest)         | 5                |
| Írország (IRMA)                                     | 6                |
| Japán (Japan Hot 100)                               | 90               |
| Japán Hot Overseas (Billboard Japan)                | 2                |
| Kanada (Canadian Hot 100)                           | 12               |
| Kanada AC (Billboard)                               | 13               |
| Kanada CHR/Top 40 (Billboard)                       | 10               |
| Kanada Hot AC (Billboard)                           | 13               |
| Kazahsztán Airplay (TopHit)                         | 1                |
| Lengyelország (Polish Airplay Top 100)              | 1                |
| Lengyelország (Polish Streaming Top 100)            | 4                |
| Lettország Airplay (LaIPA)                          | 1                |
| Libanon Airplay (Lebanese Top 20)                   | 2                |
| Litvánia (AGATA)                                    | 1                |
| Luxemburg (Billboard)                               | 8                |
| Panama (PRODUCE)                                    | 19               |
| Portugália (AFP)                                    | 8                |
| Magyarország (Rádiós Top 40)                        | 2                |
| Magyarország (Single Top 40)                        | 6                |
| Malajzia International (RIM)                        | 18               |
| Moldova Airplay (TopHit)                            | 1                |
| Németország (GfK)                                   | 4                |
| Nigéria (TurnTable Top 100)                         | 51               |
| Norvégia (VG-lista)                                 | 6                |
| Olaszország (FIMI)                                  | 28               |
| Oroszország Airplay (TopHit)                        | 1                |
| Románia (Billboard)                                 | 25               |
| San Marino (SMRRTV Top 50)                          | 2                |
| Spanyolország (PROMUSICAE)                          | 23               |
| Svájc (Schweizer Hitparade)                         | 5                |
| Svédország (Sverigetopplistan)                      | 8                |
| Szingapúr (RIAS)                                    | 4                |
| Szlovákia (Rádio Top 100)                           | 3                |
| Szlovákia (Singles Digitál Top 100)                 | 3                |
| Tajvan (Billboard)                                  | 12               |
| Ukrajna Airplay (TopHit)                            | 2                |
| Új-Zéland (Recorded Music NZ)                       | 13               |
| Venezuela (Record Report)                           | 21               |

| Lista (2025)                                 | Helyezés |
| -------------------------------------------- | -------- |
| Brazília Streaming (Pro-Música Brasil)       | 18       |
| Csehország (Singles Digitál Top 100)         | 5        |
| Dél-Korea (Circle)                           | 151      |
| Észtország Airplay (TopHit)                  | 3        |
| Fehéroroszország Airplay (TopHit)            | 2        |
| Független Államok Közössége Airplay (TopHit) | 1        |
| Kazahsztán Airplay (TopHit)                  | 2        |
| Lettország Airplay (TopHit)                  | 2        |
| Litvánia Airplay (TopHit)                    | 1        |
| Moldova Airplay (TopHit)                     | 1        |
| Oroszország Airplay (TopHit)                 | 2        |
| Paraguay (SGP)                               | 6        |
| Románia Airplay (TopHit)                     | 58       |
| Szlovákia (Rádio Top 100)                    | 69       |
| Szlovákia (Singles Digitál Top 100)          | 5        |
| Ukrajna Airplay (TopHit)                     | 4        |

## Minősítések
| Régió | Minősítés  | Eladott példányszám |
| --- | ---------- | ------------------- |
| Ausztria (IFPI Austria)                                                                                                 | arany      | 15 000‡             |
| Belgium (BEA) | arany      | 20 000‡             |
| Brazília (Pro-Música Brasil)                                                                                            | 3× platina | 120 000‡            |
| Egyesült Királyság (BPI)                                                                                                | arany      | 400 000‡            |
| Franciaország (SNEP) | platina    | 200 000‡            |
| Kanada (Music Canada)                                                                                                   | arany      | 40 000‡             |
| Lengyelország (ZPAV) | platina    | 125 000‡            |
| Olaszország (FIMI) | arany      | 100 000‡            |
| Portugália (AFP) | platina    | 10 000‡             |
| Spanyolország (PROMUSICAE)                                                                                              | arany      | 50 000‡             |
| Svájc(IFPI Switzerland)                                                                                                 | arany      | 15 000‡             |
| Új-Zéland (RMNZ) | arany      | 15 000‡             |
| Streaming |            |                     |
| Görögország (IFPI Greece)                                                                                               | platina    | 2 000 000†*         |
| ‡ Eladási+streaming példányszámok kizárólag a minősítés alapján. † Csak streaming számok kizárólag a minősítés alapján. |            |                     |

## Megjelenési történet
| Régió            | Dátum             | Formátum(ok)                 | Kiadó               | For.       |         |
| ---------------- | ----------------- | ---------------------------- | ------------------- | ---------- | ------- |
| Világszerte      | 2025. február 3.  | Digitális letöltés streaming | Eredeti             | Interscope | [ 161 ] |
| Olaszország      | 2025. február 3.  | Rádiós megjelenés            | Eredeti             | Universal  | [ 162 ] |
| Egyesült Államok | 2025. február 7.  | Kortárs slágerrádió          | Eredeti             | Interscope | [ 163 ] |
| Világszerte      | 2025. április 12. | Digitális letöltés streaming | Gesaffelstein remix | Interscope | [ 164 ] |

## Fordítás
Ez a szócikk részben vagy egészben  az   Abracadabra (Lady Gaga song) című angol Wikipédia-szócikk fordításán alapul.  Az eredeti cikk szerkesztőit annak laptörténete sorolja fel. Ez a jelzés csupán a megfogalmazás eredetét és a szerzői jogokat jelzi, nem szolgál a cikkben szereplő információk forrásmegjelöléseként.